# Schamun-as-Safa-Kirche
Die Schamun-as-Safa-Kirche, die Kirche Simon Petrus (Sham’ûn al-Safâ, arabisch كنيسة شمعون الصفا الكلدانية, DMG Kanīsat Šamʿūn aṣ-Ṣafā al-Kaldāniyya), ist eine der ältesten Kirchen der irakischen Stadt Mossul und wurde wahrscheinlich im 9. Jahrhundert gebaut. Die ehemals assyrische Kirche gehört zur Erzeparchie Mossul der Chaldäisch-katholischen Kirche. Von 1830 bis 1851 war sie Kathedrale der chaldäischen Patriarchen in Mossul.

## Standort
Die Chaldäisch-katholische Sham’ûn-al-Safâ-Kirche steht im Zentrum der Altstadt Mossuls rund 240 m südlich der Ninive-Straße (شارع نينوى), rund 200 m westlich der auch Schaziani-Straße genannten Faruq-Straße (شارع الفاروق), etwa 60 m südlich der chaldäischen Mart-Meskinta-Kirche (arabisch كنيسة القديسة مسكنتة الكلدانية) und etwa 300 m südlich der syrisch-orthodoxen Thomaskathedrale (كاتدرائية القديس توما للسريان الأرثوذكس) auf 233 m Meereshöhe. Dies ist eine traditionell christliche Gegend, die auch als Sham’ûn al-Safâ (شمعون الصفا) oder al-Mayyāsā (المياسة) bekannt ist.

## Geschichte
Das Gründungsjahr der Schamun-as-Safa-Kirche ist nicht dokumentiert, doch stammt das etwa 5 m unter Straßenniveau liegende Gebäude nach Meinung von Architekturhistorikern aus dem 9. Jahrhundert, während das Baptisterium aus dem 13. Jahrhundert stammt. Allerdings kann auch eine frühere Gründung der Kirche bis hin ins 4. Jahrhundert nicht ausgeschlossen werden. Die frühere Erwähnung der Kirche steht auf dem im Martyrion (bēt sahdē) befindlichen Grabstein des Paters Ibrahim, der 1255 starb. Eine weitere sehr alte Inschrift auf Arabisch aus dem 12. oder 13. Jahrhundert befindet sich an der Südwand der Kirche unter den Arkaden. Die Kirche gehörte bis ins 18. Jahrhundert der Assyrischen Kirche des Ostens, um dann als Folge der Konversion der Kirchengemeinde an die Chaldäisch-katholische Kirche zu fallen. 1830 wurde das chaldäische Patriarchat von Amid nach Mossul verlegt, wo die Schamun-as-Safa-Kirche Kathedrale wurde. Auf Veranlassung des chaldäischen Patriarchen Joseph Audo wurde allerdings bereits 1851 der Sitz des Patriarchats in die benachbarte Mart-Meskinta-Kirche verlegt. 1855 gründete Abdisho V. Khayat (1827–1899), Priester an der Kirche und späterer Patriarch von Babylon, nach seiner Rückkehr aus Rom auf dem Landstück der Schamun-as-Safa-Kirche die erste christliche Schule in Mossul, die chaldäische Schamun-as-Safa-Schule.
Neben der Kirche befand sich ein Seminar des Patriarchats, das 1960 nach Bagdad verlegt wurde. Daraufhin zogen die chaldäischen Schwestern des Heiligen Herzens ein.
Im Laufe des 20. Jahrhunderts verfiel die einst so wichtige Schamun-as-Safa-Kirche zusehends. Anfang der 1980er Jahre stufte die Mossuler Stadtverwaltung die Notwendigkeit einer Restaurierung der Kirche als hoch ein. So wurde der Kirchenbau im Jahr 2000 als Ruine charakterisiert.
Nach der Eroberung der Stadt Mossul durch die islamistische Terrormiliz Daesch im Juni 2014 flohen sämtliche christlichen Bewohner, so dass auch die Schamun-as-Safa-Kirche und die ihr angeschlossene Schule verwaisten. Bei der Schlacht um Mossul 2017 wurde die Schamun-as-Safa-Schule, die nicht nur den Christen des Stadtviertels, sondern auch vielen Muslimen Bildung geboten hatte, großenteils zerstört. Durch eine Initiative junger Muslime Mosuls konnte das Schulgebäude zügig wieder errichtet werden und ein neuer Schulbetrieb aufgenommen werden. Es wird gleichzeitig angestrebt, ehemalige christliche Bewohner der Stadt zur Rückkehr zu bewegen. Laut Kirche in Not sind allerdings bis Juli 2019 nicht mehr als 40 Christen nach Mossul zurückgekehrt, um dort wieder zu wohnen, wenn auch deutlich mehr zum Arbeiten dorthin pendeln.

## Architektur
Die Schamun-as-Safa-Kirche ist 27 m lang und in der Mitte 7 m breit. Sie hat ein doppeltes, asymmetrisches Kirchenschiff. Das Hauptschiff hat an seinem westlichsten Ende rechts einen Narthex, über den das Baptisterium erreicht werden kann. Im Osten führt die Königliche Tür zum Heiligtum mit Hochaltar und Stufen hin zur Wand der Apsis, über der sich eine Kuppel befindet. Das linke Seitenschiff ist etwas nach Westen gebogen. An seinem Ende befinden sich die Sakristei (bēt diākōn) und ein Nebenaltar. An seiner Nordseite befindet sich in einer Linie mit dem Eingang der Kirche eine Nische mit Martyrion (bēt sahdē). An der Nordseite der Kirche unter den Arkaden befinden sich zwei Eingangstüren, eine für Männer und eine für Frauen. Westlich der Königlichen Tür und im Seitenschiff befinden sich Nischen mit Reliquien. Zum Kirchengebäude gelangt man von Westen aus über eine unauffällige Tür in der Mauer 6 m über dem Innenhof, zu dem man über eine Treppe nach unten kommt. So weit unten war das Straßenniveau im 9. (oder 7.) Jahrhundert, als die Kirche entstand. Um den Innenhof befinden sich Arkaden im Norden und ein Altar im Freien (bēt slōta) im Osten. In der Kirche befindet sich auch ein Epitaph für Shammas Raphael Mazagi, Gründer der chaldäischen Druckerei.